# Zaimek
Zaimek ali pronomen je pregibna beseda, ki nadomesti drugo besedo – samostalniško besedo (samostalniški zaimek), pridevniško besedo (pridevniški zaimek) ali pa prislov (prislovni zaimek). V slovenščini samostalniške in pridevniške zaimke delimo naprej še na osebne, če jim lahko določimo osebo, in neosebne, če jim te ne moremo določiti.
Vsem zaimkom lahko določimo spol, število in sklon, osebnim zaimkom pa lahko določimo tudi osebo.

## Vrste zaimkov

### Samostalniški zaimek
K samostalniškim zaimkom sodijo:
- osebni
- povratno osebni in
- neosebni zaimki (vprašalni, oziralni, nikalni, nedoločni, poljubnostni zaimek)

#### Osebni zaimek
| Oseba | Ednina Skloni — im. (rod., daj., tož., mes., or.)                                                                                        | Dvojina Skloni — im. (rod., daj., tož., mes., or.)                        | Množina Skloni — im. (rd., daj., tož., mes., or.)                      |
| ----- | --- | ------------------------------------------------------------------------- | ---------------------------------------------------------------------- |
| 1 o.  | jaz (mene/me, meni/mi, mene/me, o meni, z mano/z menoj)                                                                                  | midva (naju, nama, naju, o naju, z nama)                                  | mi (nas, nam, nas, o nas, z nami)                                      |
| 2 o.  | ti (tebe/te, tebi/ti, tebe/te, o tebi, s tabo/s teboj) vi (vas, vam, vas, o vas, z vami)                                                 | vidva (m) / vedve(ž) (vaju, vama, vaju, o vaju, z vama)                   | vi (vas, vam, vas, o vas, z vami)                                      |
| 3 o.  | on (njega, njemu, njega, o njem, z njim) ona (nje/je njej/ji, njo/jo, o njej, z njo) ono (njega/ga, njemu/mu, njega/ono, o njem, z njim) | onadva (m) / onidve(ž) (njiju/ju, njima/jima, njiju/ju, o njiju, z njima) | oni (m)/one(ž), ona(s) (njih/jih, njim/jim, njih/jih, o njih, z njimi) |

Osebni zaimki navajajo osebo, ki je stvar pogovora. Zaimki prve in druge osebe označujejo udeležence pogovora (jaz, ti, mi, vi), zaimki v tretji osebi pa osebe, ki niso prisotne pri pogovoru (on, ona, ono, oni). 
Enako kot vsem samostalniškim zaimkom mu lahko določimo osebo, število, spol in sklon.

#### Povratni osebni zaimek
Povratno osebni zaimek rabimo v primeru, ko sta osebek in predmet ista oseba oziroma stvar (npr.: Gledam se v ogledalu). Ne uporablja se v prvem sklonu.
Sklanja se:
- sebe/se (rod., tož.)
- sebi/si (daj.)
- o(pri) sebi (mes.)
- s sabo/seboj (orod.)

### Pridevniški zaimek
Pridevniške zaimke delimo na:
- osebne: svojilni in povratno svojilni zaimke ter
- neosebne (vprašalni, kazalni, oziralni, nikalni, nedoločni zaimek)

#### Svojilni zaimek
Beseda moj/moja/moje stoji namesto svojilnega pridevnika. Zato ji rečemo svojilni zaimek. S svojilnimi zaimki poimenujemo, čigavo je kaj oz. komu kaj pripada.

#### Povratni svojilni zaimek
Povratni svojilni zaimek je zaimek svoj.

### Zaimki, ki so v nekaterih oblikah samostalniški, v drugih pa pridevniški
Delimo na: 
- časovni,
- krajevni,
- načinovni in
- vzročni zaimek
- namenovni